# Ivan Regen
Ivan (Janez) Regen (poznan tudi kot Johann Regen), slovenski biolog, * 9. december 1868, Lajše, Avstro-Ogrska (danes občina Gorenja vas - Poljane v Sloveniji), † 27. julij 1947, Dunaj, Avstrija.

## Življenje in delo
Že kot otrok je Ivan Režen pokazal zanimanje za naravo, predvsem oglašanje žuželk, pri čemer ga je vzpodbujala mati. Njegov oče je bil uspešen tkalec, vendar je družina zašla v finančne težave ko se je razširil uvoz industrijsko proizvedenih tkanin in sinu ni mogel zagotoviti šolanja. Zato se je Regen sprva šolal na semenišču, za katerega je dobil štipendijo in počasi privarčeval dovolj denarja da si je lahko plačal šolnino na Dunaju. Tako je vpisal študij prirodoslovja na Univerzi na Dunaju, kjer je bil leta 1897 promoviran v doktorja znanosti. Potem se je zaposlil kot gimnazijski profesor in delal na Dunaju, v Oberhollabrunu potem pa v Hranicah na Moravskem. Nazadnje je bil leta 1905 na priporočilo svojega mentorja Exnerja premeščen nazaj na Dunaj, kjer je poučeval do svoje upokojitve leta 1920.
Medtem je pričel s svojimi raziskavami na področju fiziologije živali in bil eden prvih slovenskih znanstvenikov, ki so po 1. svetovni vojni delovali v tujini. Usmeril se je v raziskovanje zvočne komunikacije žuželk, ki ga je fascinirala že kot otroka. Regen se je kot prvi znanstvenik začel ukvarjati z do takrat neznano zgradbo in delovanjem »cvrčal« kobilic. Najprej se je lotil murnovega čričkanja (stridulacije) in dokazal, da se žuželke odzivajo na zvočne signale drugih osebkov iste vrste. Kasneje je proučeval sluh pri kobilicah in murnih ter odkril slušno vlogo timpanalnega organa, zato velja za pionirja sodobne bioakustike. Preučeval pa je tudi druge fiziološke procese pri žuželkah, kot so dihanje, hibernacija, levitev in tvorba pigmenta v različnih pogojih. V ta namen je razvil  tehniko narkoze z ogljikovim dioksidom pri operacijah nevretenčarjev. V laboratoriju, ki ga je postavil kar v svoji hiši, je pri delu uporabljal precizne metode in instrumente: mikrofone, galvanometre, oscilografe, fotografske plošče itd.
Njegov največji projekt je bil t. i. »geobiološki laboratorij«, velik terarij oz. insektarij, v katerem je preučeval fonotaksijo - usmerjeno premikanje žuželk proti viru zvoka, v tem primeru samic murna proti pojočemu samcu. Pri tem je uporabil 1600 samic, zaradi česar je lahko pojav opredelil tudi statistično.
Leta 1921 je bil povabljen za profesorja na ljubljansko univerzo, a vabila po uspešni izvolitvi ni sprejel, saj je v postopku imenovanja neki rojak poskušal očrniti njegov ugled, česar ni prenašal. Od leta 1911 je deloval kot zasebni raziskovalec in ostal vseskozi v tesnem stiku s Slovenijo. Bil je podporni član raznih društev in slovenskih kulturnih ustanov. Za področje, s katerim se je kot znanstvenik ukvarjal, je izdelal slovensko znanstveno izrazje. Izredni član Slovenske akademije znanosti in umetnosti je postal leta 1940, bil pa je tudi častni član Prirodoslovnega društva Slovenije. Kljub mednarodnemu slovesu je živel skromno in v samoti. Njegove poskuse je finančno podpirala Avstrijska akademija znanosti, a za člana ni bil sprejet. Po njegovi smrti je bilo veliko aparatur in zapiskov v njegovi hiši uničenih.
Leta 2013 so po njem poimenovali glavni trg v Gorenji vasi.